# Mathieu Pinault
Pour les articles homonymes, voir Pinault.
Matthieu Pinault, sieur des Jaunaux, né en 1657 à Château-Gontier et mort le 11 mars 1734 à Douai, est un juriste et magistrat français du XVIIe siècle

## Biographie
Né à Château-Gontier, où Jean Pinault était chirurgien en 1624, il quitta la Compagnie de Jésus pour l'Oratoire, où il ne resta pas. Reçu docteur en droit à l'Université de Douai, il était avocat au parlement de Tournai, et professait les mathématiques à une compagnie de gentilshommes casernés à la citadelle de Cambrai quand il publia Les Coutumes générales de la ville et duché de Cambrai, pays et comté du Cambrésis (Douai, 1691, in-4).
Conseiller au parlement de Tournai le 3 octobre 1693, président à mortier par choix du roi le 3 décembre 1695, il publia en 1701 L'histoire du parlement de Tournay (Valenciennes, in-4), dédié à Louis-François de Boufflers, gouverneur des paroisses de Flandre et du Hainaut, dont le portrait sert de frontispice au volume ; et l'année suivante (1702) le Recueil d'arrêts notables du parlement de Tounay, complété en 1715 par un troisième volume.
Il acquiert la terre de Thenelles en 1710.

## Source
- « Mathieu Pinault », dans Alphonse-Victor Angot et Ferdinand Gaugain, Dictionnaire historique, topographique et biographique de la Mayenne, Laval, A. Goupil, 1900-1910 [détail des éditions] (BNF 34106789, présentation en ligne), t. III, p. 269.